# 8783 Гопасюк
8783 Гопасюк (8783 Gopasyuk) — астероїд головного поясу, відкритий 13 березня 1977 року.
Тіссеранів параметр щодо Юпітера — 3,576.